# Odenwaldbahn (Baden)
| historischer Verlauf der Badischen Odenwaldbahn |                      |                                                       |                                                       |
| Streckenlänge: | 159,2 km             |                                                       |                                                       |
| Spurweite: | 1435 mm (Normalspur) |                                                       |                                                       |
| |                      |                                                       |                                                       |
| \| \| \| Badische Hauptbahn von Mannheim, von Frankfurt \| \| \| \| \| \| \| \| \| \| etwa 1920 bis 1967: Strecke von Schwetzingen \| \| \| \| \| seit 1955: Strecke zum Hauptbahnhof \| \| \| \| \| 1873 bis etwa 1920: Strecke von Schwetzingen \| \| \| \| \| Badische Hauptbahn von Karlsruhe \| \| \| \| 0,0 \| Heidelberg Hbf (alt) \| Heidelberg Hbf (alt) \| \| \| \| Gaisbergtunnel (312 m) \| \| \| \| \| Spitaltunnel (68 m) \| \| \| \| \| Schlossbergtunnel (766 m) \| \| \| \| \| (heutiger Streckenverlauf) \| \| \| \| 2,2 \| Heidelberg Karlstor \| Heidelberg Karlstor \| \| \| 5,6 \| Schlierbach \| Schlierbach \| \| \| 9,8 \| Neckargemünd \| Neckargemünd \| \| \| \| seit 1879: Neckartalbahn nach Neckarelz \| \| \| \| 14,3 \| Bammenthal \| Bammenthal \| \| \| 17,5 \| Mauer \| Mauer \| \| \| 19,8 \| Meckesheim \| Meckesheim \| \| \| \| Westliche Gabelbahn nach Jagstfeld \| \| \| \| 26,7 \| Neidenstein \| Neidenstein \| \| \| 30,1 \| Waibstadt \| Waibstadt \| \| \| 34,9 \| Helmstadt \| Helmstadt \| \| \| 38,9 \| Aglasterhausen \| Aglasterhausen \| \| \| 42,5 \| Asbach (Baden) \| Asbach (Baden) \| \| \| \| Mörtelsteiner Tunnel (690 m) \| \| \| \| \| Erlesrain-Tunnel (98 m) \| \| \| \| 46,8 \| Obrigheim \| Obrigheim \| \| \| \| Finkenhof \| \| \| \| 49,1 \| Kalksbergtunnel (147 m) \| Kalksbergtunnel (147 m) \| \| \| 49,4 \| Neckar-Brücke (≈310 m) \| Neckar-Brücke (≈310 m) \| \| \| 50,0 \| Neckarelz (alter Bahnhof) \| Neckarelz (alter Bahnhof) \| \| \| \| seit 1879: Neckartalbahn von Jagstfeld \| \| \| \| \| seit 1879: Neckartalbahn nach Neckarelz \| \| \| \| \| \| \| \| \| \| seit 1879: Verbindung von Neckartalbahn von Neckarelz \| \| \| \| \| \| \| \| \| 53,2 \| Mosbach \| Mosbach \| \| \| 56,8 \| Neckarburken \| Neckarburken \| \| \| 59,0 \| Dallau \| Dallau \| \| \| 60,3 \| Dallauer Tunnel (370 m) \| Dallauer Tunnel (370 m) \| \| \| 62,4 \| Auerbach \| Auerbach \| \| \| 66,0 \| Schefflenzer Tunnel (543 m) \| Schefflenzer Tunnel (543 m) \| \| \| 67,3 \| Schefflenz \| Schefflenz \| \| \| 69,4 \| Eicholzheim \| Eicholzheim \| \| \| 70,2 \| Eicholzheimer Tunnel (363 m) \| Eicholzheimer Tunnel (363 m) \| \| \| 72,2 \| Fachwerkbrücke (412 m) \| Fachwerkbrücke (412 m) \| \| \| 73,9 \| Seckach \| Seckach \| \| \| 75,3 \| Seckacher Tunnel (248 m) \| Seckacher Tunnel (248 m) \| \| \| 76,4 \| Zimmerer Tunnel (175 m) \| Zimmerer Tunnel (175 m) \| \| \| 78,4 \| Adelsheim \| Adelsheim \| \| \| 79,3 \| Adelsheimer Tunnel (258 m) \| Adelsheimer Tunnel (258 m) \| \| \| \| Östliche Gabelbahn von Jagstfeld \| \| \| \| 81,2 \| Osterburken \| Osterburken \| \| \| 86,0 \| Rosenberg \| Rosenberg \| \| \| 88,8 \| Hirschlanden \| Hirschlanden \| \| \| 93,1 \| Eubigheim \| Eubigheim \| \| \| 95,9 \| Eubigheimer Tunnel \| Eubigheimer Tunnel \| \| \| 104,1 \| Boxberg-Wölchingen \| Boxberg-Wölchingen \| \| \| 105,9 \| Schweigern \| Schweigern \| \| \| 109,0 \| Unterschüpf \| Unterschüpf \| \| \| \| Taubertalbahn von Crailsheim \| \| \| \| 113,6 \| Königshofen \| Königshofen \| \| \| 116,1 \| Lauda \| Lauda \| \| \| \| Taubertalbahn nach Wertheim \| \| \| \| 117,9 \| Tauber (81 m) \| Tauber (81 m) \| \| \| 118,4 \| Gerlachsheim \| Gerlachsheim \| \| \| 122,9 \| Grünsfeld \| Grünsfeld \| \| \| 126,5 \| Zimmern \| Zimmern \| \| \| 131,1 \| Wittighauser Tunnel (137 m) \| Wittighauser Tunnel (137 m) \| \| \| 131,7 \| Wittighausen \| Wittighausen \| \| \| 136,4 \| Landesgrenze Baden / Bayern \| Landesgrenze Baden / Bayern \| \| \| 137,2 \| Kirchheim b.W. \| Kirchheim b.W. \| \| \| 143,2 \| Geroldshausen \| Geroldshausen \| \| \| 148,6 \| Reichenberg \| Reichenberg \| \| \| 153,7 \| Heidingsfeld \| Heidingsfeld \| \| \| \| von Treuchtlingen \| \| \| \| 158,6 \| Würzburg-Sanderau \| Würzburg-Sanderau \| \| \| \| von Fürth \| \| \| \| 159,2 \| Würzburg Hbf \| Würzburg Hbf \| \| \| \| Main-Spessart-Bahn nach Aschaffenburg \| \| \| \| \| \| \| \| Quellen: [1][2] \| \| \| \| |                      |                                                       |                                                       |
| Strecke |                      | Badische Hauptbahn von Mannheim, von Frankfurt        | Badische Hauptbahn von Mannheim, von Frankfurt        |
| |                      |                                                       |                                                       |
| Abzweig geradeaus und ehemals von rechts |                      | etwa 1920 bis 1967: Strecke von Schwetzingen          | etwa 1920 bis 1967: Strecke von Schwetzingen          |
| Abzweig geradeaus und ehemals nach rechts |                      | seit 1955: Strecke zum Hauptbahnhof                   | seit 1955: Strecke zum Hauptbahnhof                   |
| Abzweig geradeaus und von rechts |                      | 1873 bis etwa 1920: Strecke von Schwetzingen          | 1873 bis etwa 1920: Strecke von Schwetzingen          |
| Abzweig geradeaus und von rechts |                      | Badische Hauptbahn von Karlsruhe                      | Badische Hauptbahn von Karlsruhe                      |
| Bahnhof | 0,0                  | Heidelberg Hbf (alt)                                  | Heidelberg Hbf (alt)                                  |
| Tunnel |                      | Gaisbergtunnel (312 m)                                | Gaisbergtunnel (312 m)                                |
| Tunnel |                      | Spitaltunnel (68 m)                                   | Spitaltunnel (68 m)                                   |
| Tunnel |                      | Schlossbergtunnel (766 m)                             | Schlossbergtunnel (766 m)                             |
| Abzweig geradeaus und ehemals von rechts |                      | (heutiger Streckenverlauf)                            | (heutiger Streckenverlauf)                            |
| Bahnhof | 2,2                  | Heidelberg Karlstor                                   | Heidelberg Karlstor                                   |
| Bahnhof | 5,6                  | Schlierbach                                           | Schlierbach                                           |
| Bahnhof | 9,8                  | Neckargemünd                                          | Neckargemünd                                          |
| Abzweig geradeaus und ehemals nach links |                      | seit 1879: Neckartalbahn nach Neckarelz               | seit 1879: Neckartalbahn nach Neckarelz               |
| Bahnhof | 14,3                 | Bammenthal                                            | Bammenthal                                            |
| Bahnhof | 17,5                 | Mauer                                                 | Mauer                                                 |
| Bahnhof | 19,8                 | Meckesheim                                            | Meckesheim                                            |
| Abzweig geradeaus und nach rechts |                      | Westliche Gabelbahn nach Jagstfeld                    | Westliche Gabelbahn nach Jagstfeld                    |
| Bahnhof | 26,7                 | Neidenstein                                           | Neidenstein                                           |
| Bahnhof | 30,1                 | Waibstadt                                             | Waibstadt                                             |
| Bahnhof | 34,9                 | Helmstadt                                             | Helmstadt                                             |
| Bahnhof | 38,9                 | Aglasterhausen                                        | Aglasterhausen                                        |
| Bahnhof | 42,5                 | Asbach (Baden)                                        | Asbach (Baden)                                        |
| Tunnel |                      | Mörtelsteiner Tunnel (690 m)                          | Mörtelsteiner Tunnel (690 m)                          |
| Tunnel |                      | Erlesrain-Tunnel (98 m)                               | Erlesrain-Tunnel (98 m)                               |
| Bahnhof | 46,8                 | Obrigheim                                             | Obrigheim                                             |
| Haltepunkt / Haltestelle |                      | Finkenhof                                             | Finkenhof                                             |
| Tunnel | 49,1                 | Kalksbergtunnel (147 m)                               | Kalksbergtunnel (147 m)                               |
| Brücke über Wasserlauf | 49,4                 | Neckar-Brücke (≈310 m)                                | Neckar-Brücke (≈310 m)                                |
| Bahnhof | 50,0                 | Neckarelz (alter Bahnhof)                             | Neckarelz (alter Bahnhof)                             |
| Abzweig geradeaus und ehemals von rechts |                      | seit 1879: Neckartalbahn von Jagstfeld                | seit 1879: Neckartalbahn von Jagstfeld                |
| Abzweig geradeaus und ehemals nach links |                      | seit 1879: Neckartalbahn nach Neckarelz               | seit 1879: Neckartalbahn nach Neckarelz               |
| |                      |                                                       |                                                       |
| Abzweig geradeaus und ehemals von links |                      | seit 1879: Verbindung von Neckartalbahn von Neckarelz | seit 1879: Verbindung von Neckartalbahn von Neckarelz |
| |                      |                                                       |                                                       |
| Bahnhof | 53,2                 | Mosbach                                               | Mosbach                                               |
| Bahnhof | 56,8                 | Neckarburken                                          | Neckarburken                                          |
| Bahnhof | 59,0                 | Dallau                                                | Dallau                                                |
| Tunnel | 60,3                 | Dallauer Tunnel (370 m)                               | Dallauer Tunnel (370 m)                               |
| Bahnhof | 62,4                 | Auerbach                                              | Auerbach                                              |
| Tunnel | 66,0                 | Schefflenzer Tunnel (543 m)                           | Schefflenzer Tunnel (543 m)                           |
| Bahnhof | 67,3                 | Schefflenz                                            | Schefflenz                                            |
| Bahnhof | 69,4                 | Eicholzheim                                           | Eicholzheim                                           |
| Tunnel | 70,2                 | Eicholzheimer Tunnel (363 m)                          | Eicholzheimer Tunnel (363 m)                          |
| Brücke | 72,2                 | Fachwerkbrücke (412 m)                                | Fachwerkbrücke (412 m)                                |
| Bahnhof | 73,9                 | Seckach                                               | Seckach                                               |
| Tunnel | 75,3                 | Seckacher Tunnel (248 m)                              | Seckacher Tunnel (248 m)                              |
| Tunnel | 76,4                 | Zimmerer Tunnel (175 m)                               | Zimmerer Tunnel (175 m)                               |
| Bahnhof | 78,4                 | Adelsheim                                             | Adelsheim                                             |
| Tunnel | 79,3                 | Adelsheimer Tunnel (258 m)                            | Adelsheimer Tunnel (258 m)                            |
| Abzweig geradeaus und von rechts |                      | Östliche Gabelbahn von Jagstfeld                      | Östliche Gabelbahn von Jagstfeld                      |
| Bahnhof | 81,2                 | Osterburken                                           | Osterburken                                           |
| Bahnhof | 86,0                 | Rosenberg                                             | Rosenberg                                             |
| Bahnhof | 88,8                 | Hirschlanden                                          | Hirschlanden                                          |
| Bahnhof | 93,1                 | Eubigheim                                             | Eubigheim                                             |
| Tunnel | 95,9                 | Eubigheimer Tunnel                                    | Eubigheimer Tunnel                                    |
| Bahnhof | 104,1                | Boxberg-Wölchingen                                    | Boxberg-Wölchingen                                    |
| Bahnhof | 105,9                | Schweigern                                            | Schweigern                                            |
| Bahnhof | 109,0                | Unterschüpf                                           | Unterschüpf                                           |
| Abzweig geradeaus und von rechts |                      | Taubertalbahn von Crailsheim                          | Taubertalbahn von Crailsheim                          |
| Bahnhof | 113,6                | Königshofen                                           | Königshofen                                           |
| Bahnhof | 116,1                | Lauda                                                 | Lauda                                                 |
| Abzweig geradeaus und nach links |                      | Taubertalbahn nach Wertheim                           | Taubertalbahn nach Wertheim                           |
| Brücke über Wasserlauf | 117,9                | Tauber (81 m)                                         | Tauber (81 m)                                         |
| Bahnhof | 118,4                | Gerlachsheim                                          | Gerlachsheim                                          |
| Bahnhof | 122,9                | Grünsfeld                                             | Grünsfeld                                             |
| Bahnhof | 126,5                | Zimmern                                               | Zimmern                                               |
| Tunnel | 131,1                | Wittighauser Tunnel (137 m)                           | Wittighauser Tunnel (137 m)                           |
| Bahnhof | 131,7                | Wittighausen                                          | Wittighausen                                          |
| Grenze | 136,4                | Landesgrenze Baden / Bayern                           | Landesgrenze Baden / Bayern                           |
| Bahnhof | 137,2                | Kirchheim b.W.                                        | Kirchheim b.W.                                        |
| Bahnhof | 143,2                | Geroldshausen                                         | Geroldshausen                                         |
| Bahnhof | 148,6                | Reichenberg                                           | Reichenberg                                           |
| Bahnhof | 153,7                | Heidingsfeld                                          | Heidingsfeld                                          |
| Abzweig geradeaus und von rechts |                      | von Treuchtlingen                                     | von Treuchtlingen                                     |
| Bahnhof | 158,6                | Würzburg-Sanderau                                     | Würzburg-Sanderau                                     |
| Abzweig geradeaus und von rechts |                      | von Fürth                                             | von Fürth                                             |
| Bahnhof | 159,2                | Würzburg Hbf                                          | Würzburg Hbf                                          |
| Strecke |                      | Main-Spessart-Bahn nach Aschaffenburg                 | Main-Spessart-Bahn nach Aschaffenburg                 |
| |                      |                                                       |                                                       |
| Quellen: |                      |                                                       |                                                       |

Die Odenwaldbahn (auch Badische Odenwaldbahn zur Unterscheidung von der hessischen Odenwaldbahn) ist eine ehemals durchgehende badische Eisenbahnstrecke.
Sie führte von Heidelberg über Neckargemünd und Meckesheim durch den kleinen Odenwald über Waibstadt, sowie Mosbach, Osterburken und Lauda ins bayerische Würzburg. Die Verbindung umfasst die Bahnstrecken Heidelberg–Neckarelz (siehe Abschnitte Heidelberg–Neckargemünd, Neckargemünd–Meckesheim und Meckesheim–Neckarelz) und Neckarelz–Würzburg-Heidingsfeld (siehe Abschnitte Neckarelz–Osterburken und Osterburken–Würzburg).

## Geschichte

### Entstehung
Die Pläne zum Aufbau eines Eisenbahnnetzes im Großherzogtum Baden Mitte des 19. Jahrhunderts konzentrierten sich zunächst auf den Bau der Badischen Hauptbahn als Nord-Süd-Strecke durch die Oberrheinische Tiefebene von Mannheim nach Basel sowie zum Anschluss der Bodenseegegend um Konstanz. Hingegen blieb der Nordosten Badens unberücksichtigt. Am 6. Mai 1846 gab es eine erste Petition an den badischen Landtag zum Bau der Odenwaldbahn. Daher wurden ab den 1850er Jahren immer lautere Forderungen erhoben, auch diese ärmlichen Gebiete im südlichen Odenwald, im Bauland und im Taubertal (landläufig auch als Badisch Sibirien verspottet) an das Eisenbahnnetz anzuschließen. Zwar ließ eine Bahnstrecke in diese Gegend, wenn überhaupt, nur eine kleine Rendite erwarten, doch sah man im Eisenbahnbau neben dem verkehrlichen Nutzen auch eine Investition, um diesen strukturschwachen Landstrich zu fördern. Am 15. November 1856 wurde von Großherzog Friedrich I. ein Gesetz unterzeichnet, das die Finanzierung von Voruntersuchungen zum Bau der Odenwaldbahn auf Staatskosten vorsah. Zudem wurde der Bau durch Privatkapital festgelegt, doch scheiterten die zwischen 1856 und 1859 geführten Verhandlungen um eine entsprechende Konzession. Ein Gesetz vom 7. Mai 1858 legte fest, dass die schwierigsten Stellen der Bahnstrecke zwischen Heidelberg und Mosbach auf Staatskosten gebaut werden konnten. Ein weiteres Gesetz vom 27. April 1860 ordnete schließlich den Bau der gesamten Bahnstrecke auf Staatskosten an. Im Februar 1859 wurde die Streckenführung für die Abschnitte Heidelberg–Schlierbach sowie Aglasterhausen–Mosbach festgelegt. Die Streckenführung für den Abschnitt Neckargemünd–Meckesheim stand im Frühjahr 1860 fest. Die Streckenführung auf dem Abschnitt Mosbach–Würzburg wurde erst im Jahr 1863 entschieden.
Neben Baden hatte auch das Königreich Bayern ein Interesse am Bau einer Eisenbahn zwischen der Kurpfalz und Unterfranken, da eine solche Eisenbahnstrecke eine Verbindung der bayerischen Kernlande unter Umgehung Württembergs mit der damals bayerischen Pfalz schuf. Allerdings wünschte man sich in Bayern eine Streckenführung entlang des Mains über Wertheim, Miltenberg, Amorbach und Eberbach, während Baden eine südlichere Streckenführung über Mosbach bevorzugte. Nach langwierigen Verhandlungen einigten sich beide Länder 1862 auf eine Streckenführung über Mosbach. Der Vertrag beinhaltete ferner den Bau einer Eisenbahnbrücke über den Rhein bei Mannheim, so dass eine direkte Eisenbahnstrecke von Würzburg in die Pfalz entstand. 
Die Trassierung der Odenwaldbahn stellte auf dem Abschnitt zwischen Neckargemünd und Mosbach eine Besonderheit dar. Anstatt einer Streckenführung im Neckartal über Eberbach hatte man sich zugunsten einer steigungsreicheren und somit betrieblich problematischeren Führung durch das Elsenz- und Schwarzbachtal über Meckesheim und Aglasterhausen entschieden, weil zwischen Neckargemünd und Eberbach das Großherzogtum Hessen bis an den Neckar reichte, so dass eine Eisenbahnstrecke im Neckartal durch hessisches Gebiet hätte führen müssen. Eine Streckenführung über ausländisches Gebiet war jedoch nicht erwünscht.
Der Bau der Strecke von Heidelberg nach Neckargemünd wurde vom 18. April 1859 bis zum Herbst unterbrochen, da man einen Krieg befürchtete.

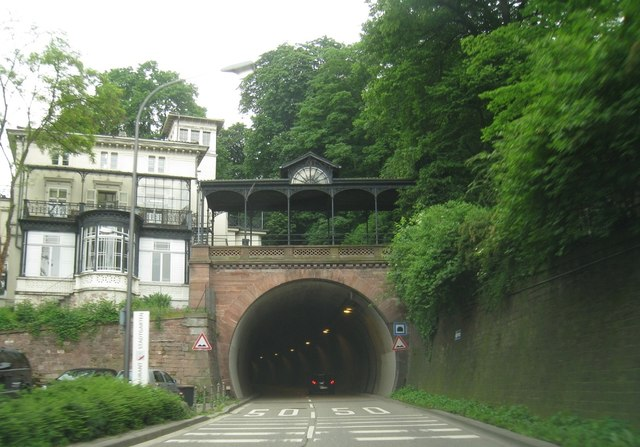
Gaisbergtunnel, seit 1960 innerstädtischer Straßentunnel in Heidelberg

Die Badische Odenwaldbahn wurde in zwei Etappen eröffnet: von Heidelberg über Neckargemünd, Meckesheim, Aglasterhausen und Neckarelz nach Mosbach am 23. Oktober 1862 sowie von Mosbach nach Würzburg über Osterburken und Lauda am 25. August 1866. Der Bau der zweiten Teilstrecke hatte sich aufgrund der Gefechte bei Tauberbischofsheim während des Deutschen Krieges verzögert.
Im ersten Jahr fuhren zwischen Heidelberg und Mosbach vier Zugpaare am Tag, davon eines als beschleunigter Personenzug, der nicht in Mauer, Neidenstein, Helmstadt und Asbach, und damit zwischen Bammenthal und Neckarelz an jeder zweiten Station hielt. Hierfür wurden zwei Zuggarnituren benötigt, die Wagen der ersten (bis Oktober 1903), zweiten und dritten Klasse enthielten. In Waibstadt bestand zweimal am Tag Anschluss zu Postkutschen über Neckarbischofsheim nach Rappenau, in Neckargemünd und Meckesheim dreimal am Tag nach Eberbach bzw. Sinsheim; Zu den dortigen Zugkreuzungen – mittags in Neckargemünd, nachmittags in Meckesheim – fuhren diese weiter bis Wertheim bzw. Eppingen. Mit den Fahrpreisen von 21 Kreutzern in der dritten Klasse bis 48 Kreutzern in der ersten konnten sich Hilfsarbeiter damals eine tägliche Fahrt von Meckesheim nach Heidelberg nicht leisten.
Ab 1865 hielten alle vier Zugpaare überall, durch die Verlängerung nach Würzburg kamen jedoch weitere beschleunigte Personenzüge hinzu, die zwischen Heidelberg Hauptbahnhof und Mosbach nur in Heidelberg Carlsthor, Neckargemünd, Meckesheim, Waibstadt und Aglasterhausen hielten. Mit einem Zug von Würzburg nach Heidelberg, der ab Mosbach nur noch in Meckesheim und Heidelberg Carlsthor hielt, wurde die kürzeste Fahrzeit in dieser Richtung auf gut dreieinhalb Stunden reduziert.

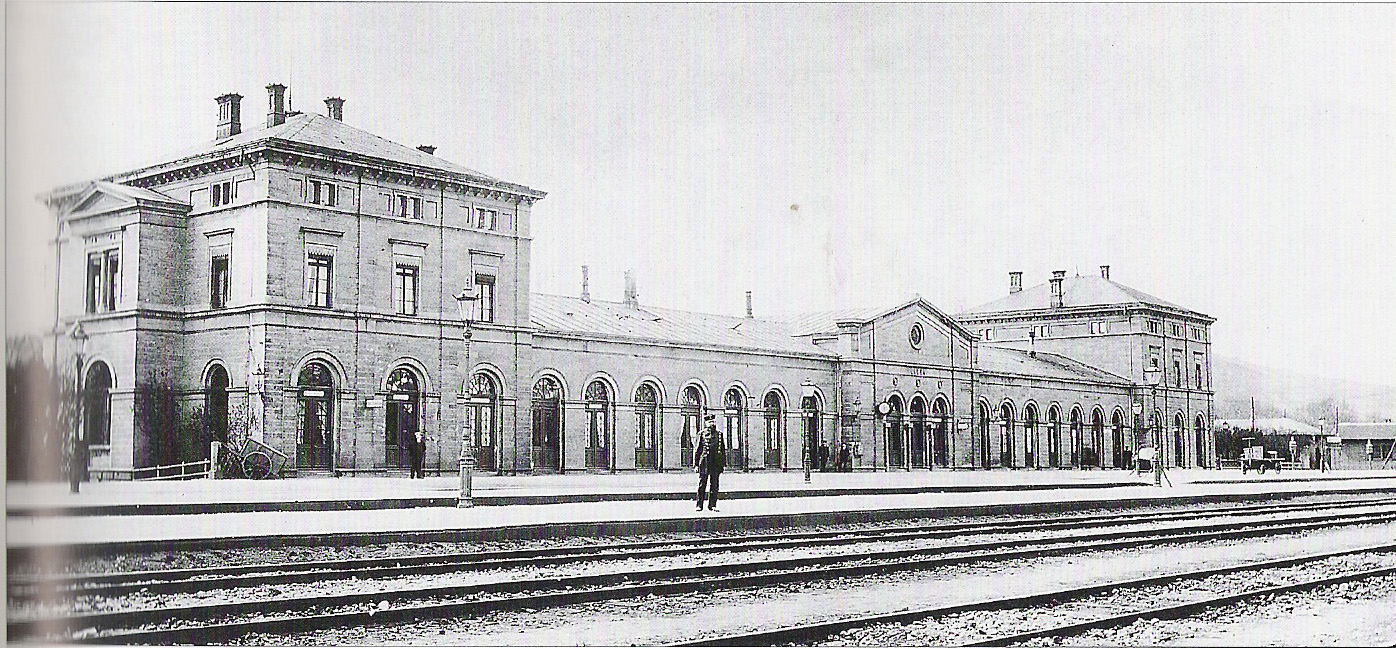
Bahnhof Lauda im Jahr 1871. Hier zweigt die Bahnstrecke Lauda–Wertheim von der Odenwaldbahn ab

Kurz nach ihrer Fertigstellung wurde die Odenwaldbahn durch zwei Stränge mit dem württembergischen Eisenbahnnetz verbunden, und zwar von Meckesheim über Sinsheim nach Bad Friedrichshall-Jagstfeld („westliche Gabelbahn“, 1868/1869 eröffnet) und von Bad Friedrichshall-Jagstfeld nach Osterburken („östliche Gabelbahn“, 1869 eröffnet). Zur Erschließung des Taubertals entstanden im Anschluss an die Odenwaldbahn bereits in den Jahren 1867 bis 1869 die Bahnstrecken Lauda–Wertheim und Crailsheim–Königshofen.
Wegen des Deutsch-Französischen Kriegs fuhr vom 28. Juli 1870 bis zum 15. Oktober 1871 nur ein Personenzugpaar zu nicht-militärischen Zwecken. Es fuhren in dieser Zeit bis zu 12 Militärzüge pro Tag.

### Weitere Entwicklung
Wie bereits beim Bau der Strecke erwartet worden war, entwickelte sich der Verkehr auf der Odenwaldbahn nur schwach. Sie konnte die in sie gesetzten Erwartungen sowohl in verkehrlicher als auch in strukturpolitischer Hinsicht nicht erfüllen. Allerdings ergaben sich durch die Kombination der Strecke mit daran anschließenden Bahnlinien neue Verkehrsbeziehungen, die im Laufe der Entwicklung die Bedeutung der Verbindung von Kurpfalz und Unterfranken übertrafen. Dadurch entwickelten sich auch die einzelnen Teilstrecken der Odenwaldbahn sehr unterschiedlich:

#### Heidelberg–Neckargemünd
Dieser Abschnitt wurde später der 1879 eröffneten Neckartalbahn Heidelberg–Bad Friedrichshall zugeordnet und dient dem Personen- und Güterverkehr zwischen der Kurpfalz und dem Großraum Stuttgart. Die Strecke ist zweigleisig ausgebaut und seit 1972 elektrifiziert. Seit 2003 ist der Abschnitt Teil der S-Bahn RheinNeckar. Mit S-Bahnen der Relationen Homburg – Kaiserslautern – Mosbach (– Osterburken) und Heidelberg – Eppingen sowie Zügen der Relationen Heidelberg – Mosbach-Neckarelz – Heilbronn und Heidelberg – Meckesheim – Heilbronn wird dieser Abschnitt im Nahverkehr sehr stark frequentiert.

#### Neckargemünd–Meckesheim
Betrieblich bildet dieser Abschnitt eine Einheit mit der westlichen Gabelbahn nach Bad Friedrichshall-Jagstfeld. Neben der Neckartalbahn ergibt sich dadurch eine zweite Verbindung zwischen Heidelberg und Heilbronn. Die Strecke ist zweigleisig ausgebaut und seit 2009 elektrifiziert. S-Bahnzüge verkehren nach Eppingen (S 5) und nach Aglasterhausen (S 51).

#### Meckesheim–Neckarelz
Nach der Eröffnung der Neckartalbahn verlor dieser Streckenabschnitt sehr schnell an Bedeutung, da die durchgehenden Züge nun über die betrieblich günstigere Neckartalbahn geführt wurden. Von allen Teilabschnitten der Odenwaldbahn besaß dieser das geringste verkehrliche Aufkommen und wurde faktisch zur Nebenbahn degradiert.
Mit der Zerstörung der Neckarbrücke bei Obrigheim 1945 wurde der Abschnitt Meckesheim–Obrigheim zur Stichstrecke; eine Wiedererrichtung der Brücke über den Neckar scheiterte an ihrer geringen verkehrlichen Bedeutung. Da die Nachfrage zwischen Aglasterhausen und Obrigheim sehr gering und die Unterhaltung der beiden Tunnels auf diesem Abschnitt kostspielig war, wurde dieser Abschnitt 1971 stillgelegt und in der Folgezeit abgebaut. Für den Streckenabschnitt Meckesheim – Aglasterhausen, der dem Schwarzbach folgt, bürgerte sich im Volksmund der Begriff Schwarzbachtalbahn ein.

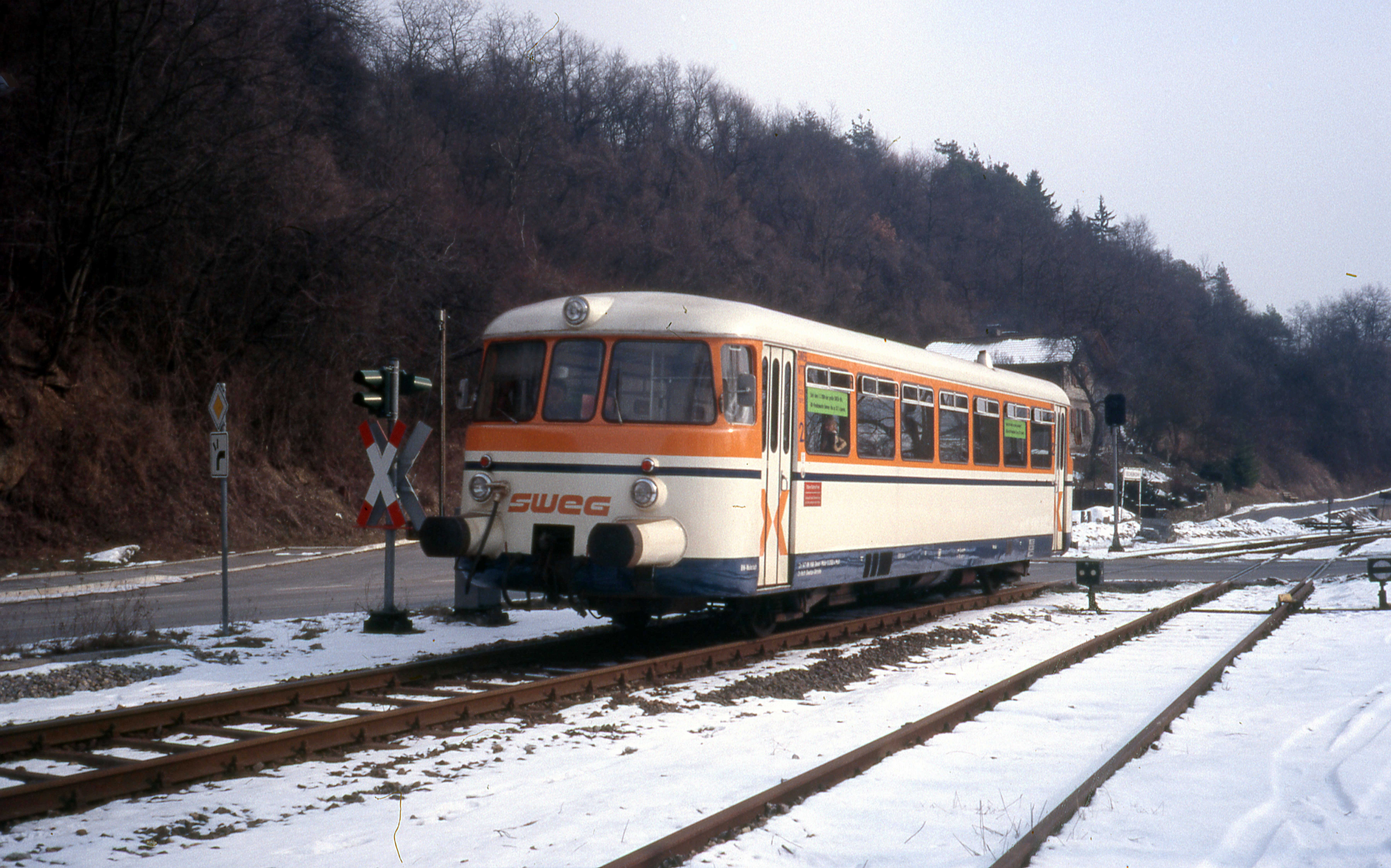
Betrieb der SWEG 1982–2009

Um 1980 kündigte die Deutsche Bundesbahn an, die Strecke komplett einzustellen. Dies hätte bedeutet, dass die seit 1900 bestehende Krebsbachtalbahn, die in Neckarbischofsheim Nord abzweigt und bis nach Hüffenhardt führt, ohne Anschluss an das übrige Bahnnetz gewesen wäre. Deswegen übernahm 1982 die Südwestdeutsche Verkehrs-Aktiengesellschaft (SWEG), seit 1963 Betreiberin der Krebsbachtalbahn, auch den Betrieb zwischen Meckesheim und Aglasterhausen. Im Zuge der 2. Ausbaustufe der S-Bahn RheinNeckar wurde die Strecke im August 2009 wieder von der Deutschen Bahn übernommen, elektrifiziert und für den S-Bahnbetrieb ausgebaut. Der tägliche Personenverkehr auf der Krebsbachtalbahn wurde in diesem Zuge eingestellt, da er laut Aussage der SWEG dann nicht mehr rentabel betrieben hätte werden können. Die Linie S 51 bedient die Verbindung Heidelberg–Meckesheim–Aglasterhausen.

#### Neckarelz–Osterburken
Diese Teilstrecke besitzt heute nur noch regionale Bedeutung als Teil der S-Bahn RheinNeckar. Die Strecke ist zweigleisig ausgebaut und seit 1975 elektrifiziert.

#### Osterburken–Würzburg
Zusammen mit der Strecke Stuttgart–Heilbronn–Osterburken ergibt sich eine Verkehrsbeziehung von Stuttgart nach Würzburg und damit eine Anbindung der Regionen Stuttgart und Heilbronn an die wichtige Nord-Süd-Verbindung Würzburg–Nordseehäfen. Die Strecke ist zweigleisig ausgebaut und seit 1975 elektrifiziert.
Von allen erwähnten Teilstrecken hatte diese die wichtigste Bedeutung. Lange Zeit verkehrten Fernzüge über diesen Abschnitt. Da er jedoch sehr kurvenreich ist und somit keine allzu hohen Geschwindigkeiten erlaubt, verlor er nach dem Zweiten Weltkrieg – insbesondere im Zuge des Baus von Schnellbahntrassen – an Bedeutung, sodass 2001 mit dem InterRegio Rennsteig der letzte verbliebene Fernzug eingestellt wurde. Jedoch wird die Strecke Osterburken–Würzburg weiterhin für zahlreiche Güterzüge der Nord-Süd-Relation genutzt. Der Nahverkehr hatte eine eher untergeordnete Bedeutung. So wurden in den 1970er Jahren zwischen Osterburken und Königshofen aufgrund der dünnen Besiedlung zeitweise alle Bahnhöfe aufgegeben. Ab der Jahrtausendwende wurden einige von ihnen zwar reaktiviert, wurden bis 2019 werktags jedoch nur von einigen wenigen Regionalbahnen bedient, wie beispielsweise die für den Schülerverkehr bedeutenden Stationen Rosenberg (Baden), Eubigheim und Boxberg/Wölchingen. Seit Dezember 2019 werden jene Halte werktags stündlich von DB Regio Bayern bedient.